# 33 км (зупинний пункт, Південна залізниця)
33 кіломе́тр (також Ступівка) — пасажирський залізничний зупинний пункт Сумської дирекції Південної залізниці на лінії Баси — Пушкарне.
Розташований на південному сході смт Краснопілля Краснопільського району Сумської області між станціями Краснопілля (3 км) та Пушкарне (15 км).
На платформі зупиняються приміські поїзди.